# Högriskbeteende
Högriskbeteende är ett beteende som innebär att en person eller grupp har ett beteende som personen eller gruppen inser är förenat med stora risker.
Riskbenägenhet kan ingå i ett impulsivt beteende, bero på att personen har en stor riskaptit (spänningssökande beteende), vilket båda två kan vara symtom på ett flertal psykiska störningar, eller till exempel uppkomma sekundärt till missbruk, övertygelser eller vanor. Ett sådant exempel på riskbeteende är kontrafobi, som brukar förklaras med att förhålla sig till sin egen dödlighet.
Dessa beskrivningar förlägger riskbenägenheten till individens egen personlighet. Riskbeteende kan dock också förklaras psykosocialt då man betraktar individer som medlemmar i grupper, och riskbeteenden kan i så fall sägas bero på sociala samspel. Detta brukar användas som förklaring till att ungdomar kan anta högriskbeteenden vad gäller våld, missbruk, upptas i kriminella gäng, eller företa sig sexuella högriskbeteenden.
Riskbenägenheten kan öka av att hamna i en brådskande situation och av att befinna sig i positiv sinnesstämning. När orsaken snarast ligger i personligheten finns ett visst samband mellan att vara riskbenägen inom flera olika fält (både missbruk och sex) samt med benägenheten att handla snabbt utan att tänka.